# エリック・ブッカー
エリック・ジェームス・ブッカー（Eric James Booker、1969年6月21日 - ）は、アメリカ合衆国のフードファイター、MC、YouTuber。
専門的にはバッドランズ・ブッカー（Badlands Booker）またはバッドランズ・チャグス（BadlandsChugs）として知られる。
7つの世界記録を持っており、ネイサンズ・レモネード一気飲みコンテストのチャンピオンに2度輝いているほか、2015年現在、1997年から毎年ネイサンズ・ホットドッグ・イーティング・コンテストに出場している。

## 音楽活動
2004年以降、バッドランズ・ブッカーとして競技食をテーマにしたヒップホップを制作しており、大会では氏のアルバムからの選曲を頻繁に演奏している。
自身のアルバムの他に、JendorやLoser's Loungeのアルバムにもゲスト出演している。氏のYouTubeチャンネルで使用される音楽の多くは、自身と息子のブランドン・ブッカー（OKHIPHOP）が共同で制作したものである。
| 題                                        | 年   |
| ----------------------------------------- | ---- |
| Hungry & Focused                          | 2004 |
| Hungry & Focused II: The Ingestion Engine | 2005 |
| Hungry & Focused III: The Reframing       | 2006 |
| Hungry & Focused IV: Fork, Knife & Mic    | 2007 |
| Extended Play                             | 2009 |
| Surf & Stillwell                          | 2010 |
| Big Man Mentality                         | 2011 |
| Surf & Stillwell 2                        | 2017 |
| Surf & Stillwell 3                        | 2018 |
| Big Man Mentality 2                       | 2019 |